# Диас Каналес, Хуан
Хуан Диас Каналес (исп. Juan Díaz Canales) — испанский автор комиксов и режиссёр анимационных фильмов, известный как один из создателей графического романа «Блэксад».

## Биография
В раннем возрасте Хуан Диас Каналес стал интересоваться комиксами и непосредственно их созданием, в возрасте 18 лет он поступил в школу анимации. В 1996 году он вместе с тремя другими художниками основал компанию под названием Tridente Animation. Благодаря этому он работал с европейскими и американскими компаниями, предоставляя сюжеты и сценарии для комиксов и анимационных фильмов, а также руководил анимационными сериалами и анимационными фильмами.
В этот период он познакомился с Хуанхо Гуарнидо, с которым Каналес решил создать комикс о частном детективе Блэксаде. После общения с несколькими редакторами Гуарнидо и Каналес наконец подписали контракт с французским издателем Dargaud, а в ноябре 2000 года был опубликован первый том романа «Quelque part entre les ombres (Где-то в тени)». Роман возымел успех как у критиков, так и у публики, и был удостоен награды «Prix de la Découverte» на международном фестивале комиксов в Швейцарии и премии «Avenir» на фестивале в Лис-ле-Ланнуа. В марте 2003 года вышел второй том — «Полярная нация», который также имел большой успех и получил приз зрительских симпатий и приз за художественную работу на Международном фестивале комиксов в Ангулеме в 2004 году. Третья часть серии «Блэксад», «Красная душа», была опубликована в 2005 году. В 2006 году она была отмечена премией за лучшую серию на Международном фестивале комиксов в Ангулеме.
В 2015 году Диас и художник Рубен Пеллехеро были выбраны Патрицией Дзанотти, ответственной за авторские права на серию графических новелл Уго Пратта об Корто Мальтезе, для публикации нового альбома.

## Награды
- 2000: Prize for Best First Album at the Lys-lez-Lannoy festival[2]
- 2000: Prix spécial at the Rœulx (Belgium) festival[2]
- 2000: Prix Némo at the Maisons-Laffitte festival[2]
- 2000: Prix découverte at Sierre International Comics Festival[5]
- 2001: Best Artwork Award at Festival de Chambéry[6]
- 2002: Best Artwork Award at Grand Prix Albert Uderzo[6]
- 2003: Prix spécial du jury au Sierre International Comics Festival[6]
- 2004: Angoulême Audience Award, for Arctic-Nation
- 2004: Angoulême Best Artwork Award, for Arctic-Nation
- 2004: Virgin Prize for Best Album, for Arctic-Nation[7]
- 2006: Angoulême Best Series Award, for the Blacksad series[3]
- 2006: Bédéis Causa — Prix Maurice Petitdier for the best foreign comic at the Festival de la BD francophone de Québec for Blacksad[8]